# بالراج ساهنی
بالراج ساهنی (انگلیسی: Balraj Sahni; ۱ مهٔ ۱۹۱۳ – ۱۳ آوریل ۱۹۷۳) هنرپیشه، پدیدآور، و فیلم‌نامه‌نویس اهل کشور هند بود. وی متولد پنجاب بود و اصالت پاکستانی داشت.وی همچنین از بازیگران نقش اول فیلم سینمایی دو هکتار زمین بود که موفق شد در اولین جشنواره سینمای هند،عنوان بهترین فیلم را به نام خود ثبت کند.
از فیلم‌هایی که وی در آن نقش داشته‌است می‌توان به وقت اشاره کرد.

## فیلم‌شناسی
فهرست برخی از فیلم‌هایی که بالراج ساهنی در آنها به ایفای نقش پرداخته است:
- وقت
- آنورادها
- لاجوانتی
- دل تو را می‌خواهد
- بی‌سواد
- هوای گرم
- حقیقت
- روزهای آخر
- عزت
- ازدواج
- چراغ خانه
- پول دزدی
- حد
- نیلوفر آبی
- زن داداش
- یک گل دو باغبان
- جفت روح من
- پناه
- خال هندو